# Europäischer Flussherrscher
Der Europäische Flussherrscher (Macromia splendens) ist eine Libellenart aus der Unterordnung der Großlibellen.

## Merkmale

### Imagines
Es handelt sich um eine auffallend große Libelle, die Körperlänge beträgt 70 bis 75 Millimeter, die Länge des Hinterleibs 48 bis 55 Millimeter, die Hinterflügellänge 42 bis 49 Millimeter. Sie ist in der Grundfarbe schwarz, teilweise mit grünem Metallschein, mit einem gelben Zeichnungsmuster und leuchtend grünen Komplexaugen, die sich in einem Punkt an der Kopfoberseite berühren. Der Kopf ist schwarz mit zwei großen gelben Punkten am Vorderkopf. Der Rumpfabschnitt ist metallisch grün, mit einem gelben Seitenband, das oben zwischen den Flügelpaaren mündet, und gelb gefärbten Zeichnungselementen auf der Oberseite vor den Vorderflügeln. Die Beine sind auffallend langgestreckt, die Hinterbeine erreichen im ausgestreckten Zustand das fünfte Hinterleibssegment. Der Hinterleib ist schwarz gefärbt mit einer gelben Fleckenreihe auf der Oberseite von unterschiedlicher Ausdehnung, aber immer und in beiden Geschlechtern mit einem gelben Ring am zweiten und einem großen gelben Fleck auf dem Tergit des siebten Hinterleibssegments.
Die Art ist, als einziger Vertreter ihrer Gattung in Europa, sicher anhand von Merkmalen des Flügelgeäders bestimmbar: Das Flügeldreieck und auch das basal davon liegende Subdreieck bestehen jeweils aus einer ungeteilten Zelle, ohne Queradern. Es sind im Hinterflügel (zwischen dem Flügeldreieck und der Flügelbasis) drei (selten vier) cubitale Queradern vorhanden. Im Hinterflügel sind die Zellen der sogenannten Analschleife quadratisch begrenzt, eine eigentliche Analschleife ist dadurch nicht erkennbar. Die Zahl der antenodalen Queradern (am proximalen Vorderrand der Vorderflügel) ist immer hoch. Die einzigen in der Gestalt und Färbung ähnlichen Arten sind die Quelljungfern der Gattung Cordulegaster, mit denen sie im Flug verwechselt werden können.

### Larven
Ausgewachsene Larven erreichen eine Körperlänge von 30 bis 34 Millimeter. Sie besitzen die typische Körpergestalt der Falkenlibellen mit relativ kurzem, seitlich gerundeten Hinterleib und löffelartiger Fangmaske, deren Labialpalpen an der Innenseite regelmäßig fein gezähnt sind. Die Art ist in Europa unverkennbar durch einen konischen, hornartigen Vorsprung an der Vorderseite des Kopfes auf der Stirn, zwischen den Antennenbasen. Sie ist im Habitus auf den ersten Blick auffallend durch die extrem langen Beine.

## Lebensraum

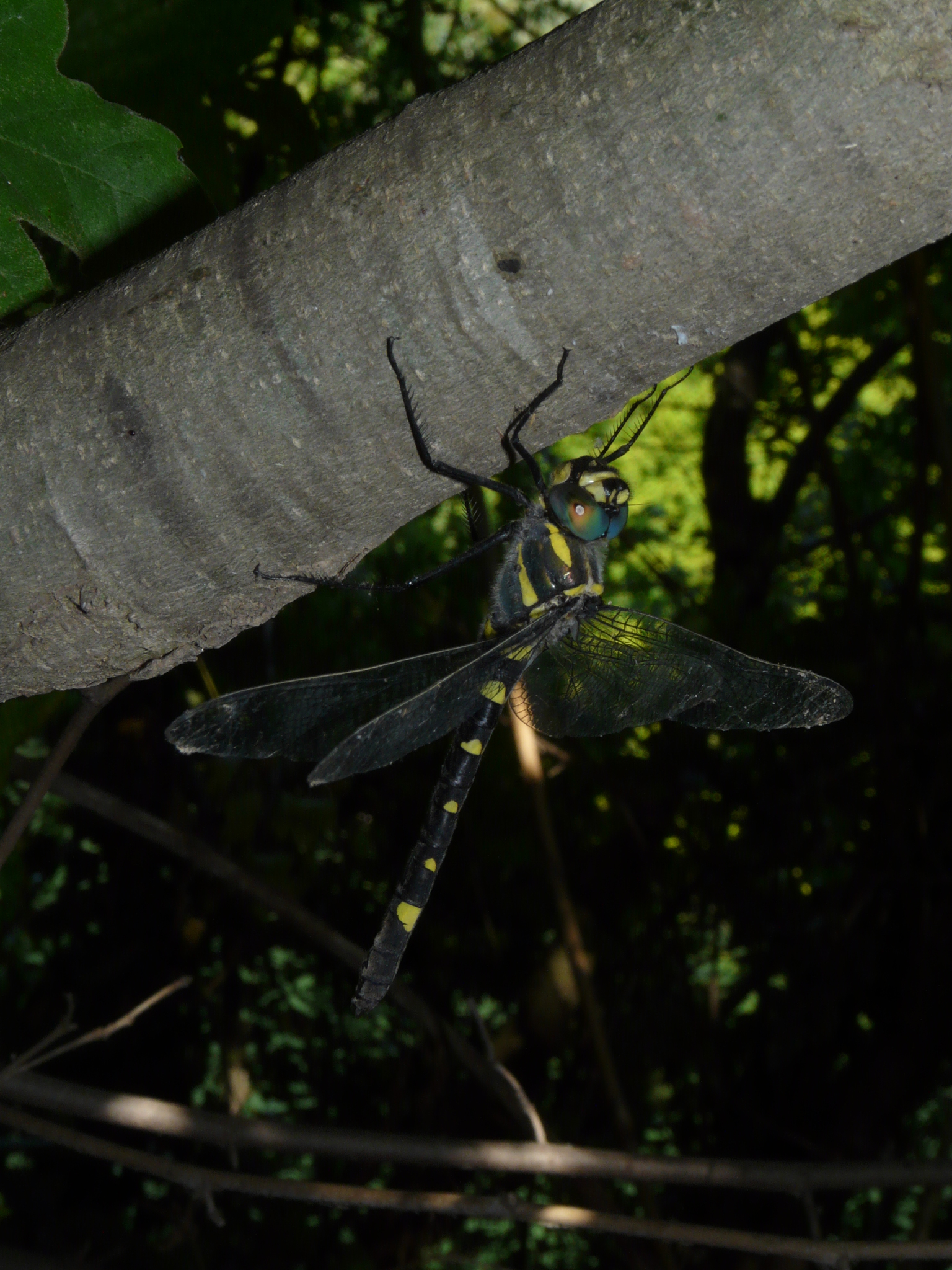
Macromia splendens im Lebensraum

Larven des Europäischen Flussherrschers leben in ruhigen Fließabschnitten größerer Fließgewässer, meist Flüssen. Die Larven benötigen zwei Jahre für die Entwicklung und sind daher auf permanente, nicht austrocknende Gewässer angewiesen. Sie können aber in periodisch trockenfallenden Gewässern überleben, wenn ausreichend tiefe Resttümpel im Flussbett erhalten bleiben. Die Art kommt auch in aufgestauten Flussabschnitten vor und kann hier sogar recht häufig sein, sie ist also nicht zwingend auf permanent fließendes Wasser angewiesen. Begrenzend für das Vorkommen ist die Kombination warmer Sommertemperaturen mit einem für permanente Gewässer ausreichendem Niederschlag. Nach Beobachtungen von Larven im südfranzösischen Fluss Gardon und mit diesen durchgeführten Experimenten bevorzugen die Larven beschattete Habitate, meist auf Felsgrund mit einer dünnen Sand- oder Falllaubauflage. Die Larven graben sich tagsüber ein, nachts sind sie auf der Substratoberfläche aktiv.
Männchen und Weibchen jagen in der Vegetation ohne Bindung an die Larvalgewässer. Imaginale Männchen patrouillieren auf der Suche nach Weibchen entlang geeigneter Flussabschnitte, wobei sie in sehr schnellem, geradem Flug etwa 30 bis 60 Zentimeter über der Wasseroberfläche fliegen. Sie besetzen Territorien von mehr als 30 Meter Länge, in der Regel in von Uferbäumen eingefassten Flussabschnitten, die sie gegenüber anderen Männchen verteidigen, verbleiben aber immer nur recht kurze Zeit am Gewässer. Fliegt ein Weibchen ein, wird es von einem Männchen ergriffen, die Paarung findet hoch in den Baumwipfeln statt. Abseits der Paarungsphase meiden sie den Kontakt zu Männchen. Weibchen legen die Eier einzeln durch Auftippen auf die Wasseroberfläche ab, oft im Bereich von Felsen oder umgestürzter Bäume. Um Begegnungen mit Männchen zu vermeiden, bevorzugen sie dafür den frühen Morgen oder späten Nachmittag.
Die Flugzeit der Art liegt in Südspanien von Mitte Mai bis Juni, im Norden bis in den Juli. In Frankreich dauert sie von Anfang bis Mitte Juni bis in den August.

## Verbreitung

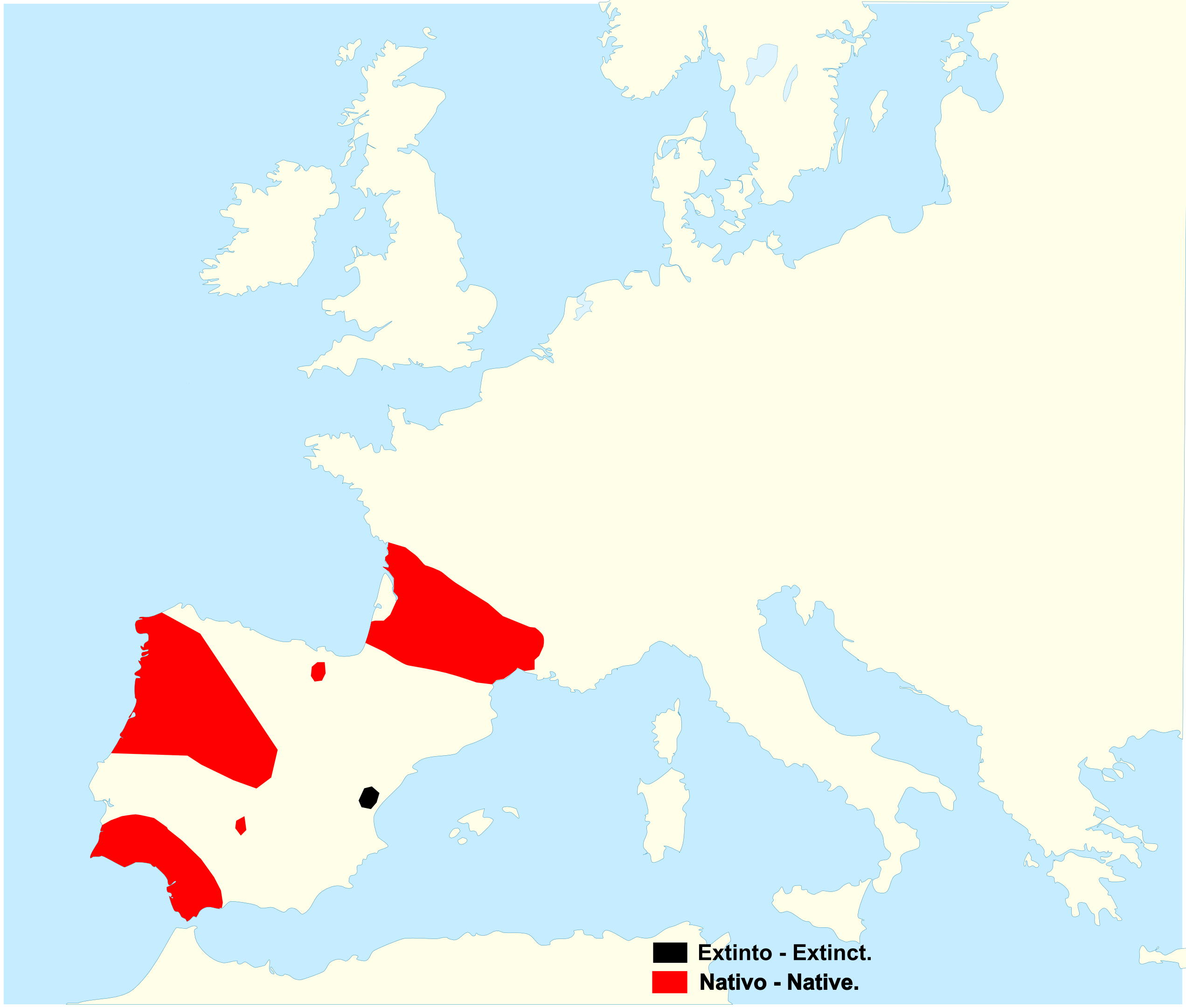
Verbreitungskarte, nach der Roten Liste der IUCN, Stand 2010

Der Europäische Flussherrscher ist eine südwesteuropäische Art, mit Vorkommen in Frankreich, Spanien und Portugal. Die Hauptvorkommen liegen im Südwesten von Frankreich, von der Mittelmeerküste westlich der Rhonemündung bis zur Atlantikküste, und im Nordwesten der Iberischen Halbinsel in Galizien und Nord-Portugal, einzelne, inselartige Vorkommen existieren darüber hinaus im Baskenland, in Andalusien und im Süden Kataloniens. Sie kommt in Gebieten unterhalb von 1000 Metern Meereshöhe vor, wird aber in der Regel nur in Regionen bis 350 Meter Höhe, selten bis 620 m Höhe, gefunden, der höchste tatsächliche Fund im Larvalhabitat lag bei 640 Meter Höhe. Die Art meidet auffallend Gewässer mit Quellgebiet in den Pyrenäen, möglicherweise ist ihr das Schmelzwasser im Frühjahr zu kalt. Fast alle Fundorte der Art liegen innerhalb der 13°C-Isotherme, die vermutlich das Verbreitungsgebiet in der Höhe und nach Norden hin begrenzt.

## Gefährdung und Artenschutz
Die Art ist nach Einschätzung der Weltnaturschutzunion IUCN im Bestand gefährdet (Kategorie: Vulnerable). Es sind nur etwa 150 Einzelvorkommen bekannt. Auch in der Europäischen Roten Liste wird sie als gefährdet (vulnerable) aufgeführt, was nicht erstaunt, da ihr gesamtes Verbreitungsgebiet in der EU liegt. Obwohl in den vergangenen Jahrzehnten eine Reihe neuer Vorkommen entdeckt wurden, wird dies auf erhöhte Erfassungsintensität zurückgeführt, nicht auf eine tatsächliche Ausbreitung. Bekannte Gefährdungsfaktoren sind Verschlammen der Gewässer durch Aufstau, Gewässerverschmutzung und Trockenfallen, etwa durch Ableiten von Wasser im Sommer für Bewässerungszwecke. Eine zusätzliche Gefährdung ergibt sich durch Habitatveränderungen durch invasive Arten, vor allem eingeschleppte amerikanische Flusskrebsarten.
Macromia splendens gehört zu den Arten von gemeinschaftlichem Interesse, die nach der FFH-Richtlinie der Europäischen Union einem besonderen Artenschutz unterliegen. Die Art ist in Anhang II und Anhang IV der Liste aufgeführt. Das bedeutet, dass sowohl gezielt Schutzgebiete zu ihrer Erhaltung ausgewiesen werden sollen wie auch jedes Vorkommen abseits von Schutzgebieten automatisch strengen Artenschutz genießt.

## Taxonomie und Systematik
Die Art wurde 1840 von dem französischen Entomologen Amedee Guinard als neu entdeckt. Dieser sandte seinen Fund, ein Weibchen, an den Schweizer Entomologen François Jules Pictet in Genf und später Männchen und Weibchen an Edmond de Selys-Longchamps. Pictet beschrieb die Art, beruhend auf dem Weibchen, als neue Art Cordulia splendens. Selys erkannte die Zugehörigkeit zur von Jules Pierre Rambur fast gleichzeitig, im Jahr 1842 neu beschriebenen Gattung Macromia. Die Larve wurde 1930 durch Pierre-Paul Grassé beschrieben.
Anfang der 1980er Jahre wurde die Art im  Río Tavizna in der spanischen Provinz Cádiz entdeckt, was das bekannte Verbreitungsgebiet um etwa 500 Kilometer nach Süden erweiterte.
Die Gattung Macromia umfasst etwa 80 Arten mit Verbreitungsschwerpunkt im tropischen Ostasien. Macromia splendens ist die einzige europäische Art. Das nächstbenachbarte Areal, dasjenige der sibirischen Macromia amphigena Selys 1871 (syn.  Macromia sibirica Djakonov, 1926) schließt erst östlich des Urals an und ist über fünftausend Kilometer getrennt.